# Zuphium rudolphi
Zuphium rudolphi is een keversoort uit de familie van de loopkevers (Carabidae). De wetenschappelijke naam van de soort is voor het eerst geldig gepubliceerd in 1941 door G.Muller.